# Kejsertræ-familien
Kejsertræ-familien (Paulowniaceae) er en plantefamilie, der kun indeholder en slægt. 
| Slægter |

- Kejsertræ-slægten (Paulownia).